# Plectranthias takasei
Plectranthias takasei là một loài cá biển thuộc chi Plectranthias trong họ Cá mú. Loài này được mô tả lần đầu tiên vào năm 2016, được theo tên của ông Wataru Takase, người đã thu thập mẫu vật của chúng. Tên thường gọi của nó, cá mú Hinomaru, ám chỉ đốm đỏ lớn ở thân trên của loài này, trông giống như đĩa mặt trời trên quốc kỳ Nhật Bản (được gọi là "Hinomaru").

## Phân bố và môi trường sống
P. takasei có phạm vi phân bố nhỏ hẹp ở vùng biển Tây Bắc Thái Bình Dương. Loài này chỉ được biết đến qua 2 mẫu vật được tìm thấy tại Công viên Hải dương Izu, (vịnh Sagami, Honshu, Nhật Bản), nơi chúng được thu thập và chụp ảnh xung quanh các rạn đá ngầm ở độ sâu trong khoảng 48 – 60 m.

## Mô tả
Chiều dài cơ thể lớn nhất được ghi nhận ở P. takasei có kích thước khoảng 4 cm. Đầu và thân của loài cá này có màu hồng nhạt, gần như trắng; gáy, đỉnh đầu và vùng trước môi có màu nâu cam đến nâu đỏ; môi đôi khi có màu vàng tươi; mống mắt màu hồng nhạt với hai sọc xiên màu cam (một bên trên và một bên dưới con ngươi). Đốm lớn màu đỏ xám hoặc đỏ tươi ở ngay giữa thân trên. Thân có nhiều vệt đốm khác màu vàng và đỏ cam. Vây lưng có màu hồng, vàng hoặc đỏ trong suốt, đôi khi có những vệt trắng ở gốc vây. Vây hậu môn có màu hồng hoặc vàng trong suốt, có các vệt màu đỏ ở gốc vây. Vây đuôi có màu hồng hoặc đỏ trong suốt. Vây ngực và vây bụng màu hồng trong.
Số gai ở vây lưng: 10; Số tia vây mềm ở vây lưng: 15; Số gai ở vây hậu môn: 3; Số tia vây mềm ở vây hậu môn: 7; Số gai ở vây bụng: 1; Số tia vây mềm ở vây bụng: 5; Số tia vây mềm ở vây ngực: 13; Số tia vây mềm ở vây đuôi: 25; Số lược mang: 16.